# Primera División de Andorra 2006-07
La Primera División de Andorra 2006-07 (oficialmente y en catalán: Primera Divisió de Andorra 2006-07) fue la 12da edición del campeonato de la máxima categoría de fútbol del Principado de Andorra. Estuvo organizada por la Federación Andorrana de Fútbol y fue disputada por 8 equipos. Comenzó el 23 de septiembre de 2006 y finalizó el 5 de mayo de 2007.
Rànger's obtuvo el bicampeonato tras vapulear en la penúltima jornada a Lusitanos por 7 a 2. Por otro lado, Atlètic Club d'Escaldes, por peor puntaje en la Ronda por la permanencia, y Encamp, tras perder la promoción, descendieron a la Segona Divisió.

## Ascensos y descensos
| Pos. | Descendidos de 1.ª División |
| ---- | --------------------------- |
| 8.º  | Extremenya                  |

| Pos. | Ascendidos de 2.ª División |
| ---- | -------------------------- |
| 1.º  | Encamp                     |

## Sistema de competición
El campeonato constó de dos fases:
En la fase regular, los ocho equipos se enfrentaron entre sí bajo el sistema de todos contra todos a dos ruedas, completando un total de 14 fechas. Una vez finalizada dicha instancia, los cuatro equipos con mayor cantidad de puntos participaron de la Ronda por el campeonato, mientras que los cuatro restantes disputaron la Ronda por la permanencia. Todos los clubes comenzaron su participación en esta instancia con el puntaje final obtenido en la fase regular.
Los cuatro clubes que participaron de la Ronda por el campeonato volvieron a enfrentarse entre sí, todos contra todos, a doble rueda. El equipo que acumuló más puntos entre las dos fases se consagró campeón y accedió a la primera ronda previa de la Liga de Campeones de la UEFA 2007-08. Asimismo, el subcampeón clasificó a la primera fase de la Copa Intertoto de la UEFA 2007.
Por otro lado, los cuatro equipos participantes de la Ronda por la permanencia se enfrentaron entre sí, todos contra todos, a doble rueda. Aquel que logró menor puntaje a lo largo de las dos fases descendió directamente a la Segunda División, mientras que el penúltimo disputó una promoción contra el subcampeón de dicha categoría.
En todas las fases, las clasificaciones se establecieron a partir de los puntos obtenidos en cada encuentro, otorgando tres por partido ganado, uno por empatado y ninguno en caso de derrota. En caso de igualdad de puntos entre dos o más equipos, el orden de la clasificación se definió a favor de aquel con mejor diferencia de goles y, de mantenerse el empate, a favor de aquel con mayor cantidad de goles a favor en toda la temporada.

## Equipos participantes
| Equipo                  | Ciudad                  |
| ----------------------- | ----------------------- |
| Atlètic Club d'Escaldes | Las Escaldas-Engordany  |
| Encamp                  | Encamp                  |
| Inter Club d'Escaldes   | Las Escaldas-Engordany  |
| Lusitanos               | Andorra la Vieja        |
| Principat               | San Julián de Loria     |
| Rànger's                | San Julián de Loria     |
| Sant Julià              | San Julián de Loria     |
| FC Santa Coloma         | Santa Coloma de Andorra |

| \| Parroquia \| N.º \| Equipos \| \| ---------------------- \| --- \| ---------------------------------------------- \| \| San Julián de Loria \| 3 \| Principat; Rànger's; Sant Julià \| \| Andorra la Vieja \| 2 \| Lusitanos; FC Santa Coloma \| \| Las Escaldas-Engordany \| 2 \| Atlètic Club d'Escaldes; Inter Club d'Escaldes \| \| Encamp \| 1 \| Encamp \| |     |                                                |
| Parroquia | N.º | Equipos                                        |
| San Julián de Loria | 3   | Principat; Rànger's; Sant Julià                |
| Andorra la Vieja | 2   | Lusitanos; FC Santa Coloma                     |
| Las Escaldas-Engordany | 2   | Atlètic Club d'Escaldes; Inter Club d'Escaldes |
| Encamp | 1   | Encamp                                         |

## Fase regular

### Clasificación
|  |    | Equipos                 | PJ | PG | PE | PP | GF | GC | Dif | Pts |
|  | -- | ----------------------- | -- | -- | -- | -- | -- | -- | --- | --- |
|  | 1. | Rànger's                | 14 | 12 | 1  | 1  | 42 | 8  | +34 | 37  |
|  | 2. | FC Santa Coloma         | 14 | 12 | 1  | 1  | 35 | 10 | +25 | 37  |
|  | 3. | Sant Julià              | 14 | 7  | 3  | 4  | 29 | 12 | +17 | 24  |
|  | 4. | Lusitanos               | 14 | 6  | 2  | 6  | 19 | 20 | -1  | 20  |
|  | 5. | Principat               | 14 | 4  | 3  | 7  | 15 | 33 | -18 | 15  |
|  | 6. | Inter Club d'Escaldes   | 14 | 3  | 3  | 8  | 14 | 28 | -14 | 12  |
|  | 7. | Encamp                  | 14 | 1  | 4  | 9  | 13 | 30 | -17 | 7   |
|  | 8. | Atlètic Club d'Escaldes | 14 | 1  | 3  | 10 | 13 | 39 | -26 | 6   |

|  | Clasificado a la Ronda por el campeonato.  |
|  | Clasificado a la Ronda por la permanencia. |

#### Evolución de la clasificación
| Jornada / Equipo        | 1 | 2 | 3 | 4 | 5 | 6 | 7 | 8 | 9 | 10 | 11 | 12 | 13 | 14 |
| Jornada / Equipo        |   |   |   |   |   |   |   |   |   |    |    |    |    |    |
| ----------------------- | - | - | - | - | - | - | - | - | - | -- | -- | -- | -- | -- |
| Rànger's                | 2 | 3 | 3 | 2 | 2 | 2 | 2 | 2 | 2 | 2  | 2  | 2  | 1  | 1  |
| FC Santa Coloma         | 3 | 2 | 1 | 1 | 1 | 1 | 1 | 1 | 1 | 1  | 1  | 1  | 2  | 2  |
| Sant Julià              | 1 | 1 | 2 | 3 | 3 | 3 | 3 | 3 | 3 | 3  | 3  | 3  | 3  | 3  |
| Lusitanos               | 4 | 6 | 4 | 4 | 4 | 5 | 4 | 4 | 4 | 4  | 4  | 4  | 4  | 4  |
| Principat               | 5 | 4 | 5 | 5 | 5 | 4 | 5 | 5 | 5 | 5  | 5  | 5  | 6  | 5  |
| Inter Club d'Escaldes   | 6 | 7 | 7 | 6 | 8 | 7 | 7 | 7 | 6 | 6  | 6  | 6  | 5  | 6  |
| Encamp                  | 8 | 8 | 8 | 8 | 6 | 6 | 6 | 6 | 7 | 7  | 7  | 7  | 7  | 7  |
| Atlètic Club d'Escaldes | 7 | 5 | 6 | 7 | 7 | 8 | 8 | 8 | 8 | 8  | 8  | 8  | 8  | 8  |

### Resultados
Fuente: mismarcadores.com
- Los horarios corresponden a la CET (Hora Central Europea) UTC+1 en horario estándar y UTC+2 en horario de verano.

#### Primera vuelta
| Lusitanos       | 2 - 1 | Principat               |                             | 23 de septiembre |
| FC Santa Coloma | 4 - 2 | Inter Club d'Escaldes   | Comunal de Andorra la Vieja | 23 de septiembre |
| Sant Julià      | 4 - 1 | Atlètic Club d'Escaldes | Comunal de Andorra la Vieja | 23 de septiembre |
| Encamp          | 0 - 3 | Rànger's                |                             | 23 de septiembre |

| Lusitanos               | 1 - 5 | Sant Julià            |                             | 30 de septiembre |
| Rànger's                | 1 - 2 | FC Santa Coloma       | Comunal de Andorra la Vieja | 30 de septiembre |
| Atlètic Club d'Escaldes | 3 - 2 | Inter Club d'Escaldes |                             | 30 de septiembre |
| Principat               | 2 - 0 | Encamp                |                             | 30 de septiembre |

| Inter Club d'Escaldes | 2 - 3 | Principat               |                             | 14 de octubre |
| FC Santa Coloma       | 2 - 0 | Atlètic Club d'Escaldes | Comunal de Andorra la Vieja | 14 de octubre |
| Sant Julià            | 2 - 4 | Rànger's                | Comunal de Andorra la Vieja | 14 de octubre |
| Lusitanos             | 5 - 0 | Encamp                  |                             | 14 de octubre |

| Rànger's              | 2 - 0 | Atlètic Club d'Escaldes | Comunal de Andorra la Vieja | 21 de octubre |
| Encamp                | 0 - 0 | Sant Julià              |                             | 21 de octubre |
| Inter Club d'Escaldes | 1 - 0 | Lusitanos               |                             | 21 de octubre |
| Principat             | 0 - 3 | FC Santa Coloma         |                             | 21 de octubre |

| Lusitanos               | 1 - 3 | FC Santa Coloma       |                             | 28 de octubre |
| Sant Julià              | 2 - 0 | Inter Club d'Escaldes | Comunal de Andorra la Vieja | 28 de octubre |
| Rànger's                | 4 - 0 | Principat             | Comunal de Andorra la Vieja | 28 de octubre |
| Atlètic Club d'Escaldes | 1 - 4 | Encamp                |                             | 28 de octubre |

| Lusitanos       | 1 - 2 | Rànger's                |                             | 4 de noviembre |
| Encamp          | 1 - 1 | Inter Club d'Escaldes   |                             | 4 de noviembre |
| Principat       | 3 - 1 | Atlètic Club d'Escaldes |                             | 4 de noviembre |
| FC Santa Coloma | 1 - 0 | Sant Julià              | Comunal de Andorra la Vieja | 4 de noviembre |

| Sant Julià              | 7 - 0 | Principat       | Comunal de Andorra la Vieja | 11 de noviembre |
| Encamp                  | 2 - 3 | FC Santa Coloma |                             | 11 de noviembre |
| Inter Club d'Escaldes   | 0 - 1 | Rànger's        |                             | 11 de noviembre |
| Atlètic Club d'Escaldes | 0 - 1 | Lusitanos       |                             | 11 de noviembre |

#### Segunda vuelta
| Atlètic Club d'Escaldes | 0 - 2 | Sant Julià      |                             | 18 de noviembre |
| Principat               | 0 - 3 | Lusitanos       |                             | 18 de noviembre |
| Inter Club d'Escaldes   | 0 - 4 | FC Santa Coloma |                             | 18 de noviembre |
| Rànger's                | 4 - 0 | Encamp          | Comunal de Andorra la Vieja | 18 de noviembre |

| Encamp                | 1 - 1 | Principat               |                             | 25 de noviembre |
| Sant Julià            | 0 - 0 | Lusitanos               | Comunal de Andorra la Vieja | 25 de noviembre |
| Inter Club d'Escaldes | 2 - 1 | Atlètic Club d'Escaldes |                             | 25 de noviembre |
| FC Santa Coloma       | 0 - 0 | Rànger's                | Comunal de Andorra la Vieja | 25 de noviembre |

| Principat               | 1 - 1 | Inter Club d'Escaldes |                             | 2 de diciembre |
| Encamp                  | 1 - 2 | Lusitanos             |                             | 2 de diciembre |
| Atlètic Club d'Escaldes | 0 - 5 | FC Santa Coloma       |                             | 2 de diciembre |
| Rànger's                | 2 - 1 | Sant Julià            | Comunal de Andorra la Vieja | 2 de diciembre |

| Atlètic Club d'Escaldes | 2 - 8 | Rànger's              |                             | 16 de diciembre |
| Sant Julià              | 3 - 1 | Encamp                | Comunal de Andorra la Vieja | 16 de diciembre |
| Lusitanos               | 3 - 1 | Inter Club d'Escaldes |                             | 16 de diciembre |
| FC Santa Coloma         | 2 - 0 | Principat             | Comunal de Andorra la Vieja | 16 de diciembre |

| Encamp                | 1 - 1 | Atlètic Club d'Escaldes |                             | 10 de febrero |
| Principat             | 0 - 4 | Rànger's                |                             | 10 de febrero |
| FC Santa Coloma       | 3 - 0 | Lusitanos               | Comunal de Andorra la Vieja | 10 de febrero |
| Inter Club d'Escaldes | 0 - 0 | Sant Julià              |                             | 10 de febrero |

| Inter Club d'Escaldes   | 2 - 1 | Encamp          |                             | 24 de febrero |
| Rànger's                | 3 - 0 | Lusitanos       | Comunal de Andorra la Vieja | 24 de febrero |
| Atlètic Club d'Escaldes | 3 - 3 | Principat       |                             | 24 de febrero |
| Sant Julià              | 3 - 1 | FC Santa Coloma | Comunal de Andorra la Vieja | 24 de febrero |

| Principat       | 1 - 0 | Sant Julià              |                             | 10 de marzo |
| Lusitanos       | 0 - 0 | Atlètic Club d'Escaldes |                             | 10 de marzo |
| FC Santa Coloma | 2 - 1 | Encamp                  | Comunal de Andorra la Vieja | 10 de marzo |
| Rànger's        | 4 - 0 | Inter Club d'Escaldes   | Comunal de Andorra la Vieja | 10 de marzo |

## Ronda por el campeonato

### Clasificación
|  |    | Equipos         | PJ | PG | PE | PP | GF | GC | Dif | Pts |
|  | -- | --------------- | -- | -- | -- | -- | -- | -- | --- | --- |
|  | 1. | Rànger's (C)    | 20 | 17 | 2  | 1  | 60 | 11 | +49 | 53  |
|  | 2. | FC Santa Coloma | 20 | 14 | 2  | 4  | 41 | 17 | +24 | 44  |
|  | 3. | Sant Julià      | 20 | 10 | 4  | 6  | 38 | 17 | +21 | 34  |
|  | 4. | Lusitanos       | 20 | 6  | 3  | 11 | 22 | 41 | -19 | 21  |

|  | Clasificado para la primera ronda previa de la Liga de Campeones 2007-08.                                        |
|  | Clasificado para la primera ronda previa de la Copa de la UEFA 2007-08 como campeón de la Copa Constitució 2007. |
|  | Clasificado para la primera fase de la Copa Intertoto de la UEFA 2007.                                           |

| (C) Campeón |

#### Evolución de la clasificación
| Jornada / Equipo | 1 | 2 | 3 | 4 | 5 | 6 |
| Jornada / Equipo |   |   |   |   |   |   |
| ---------------- | - | - | - | - | - | - |
| Rànger's         | 1 | 1 | 1 | 1 | 1 | 1 |
| FC Santa Coloma  | 2 | 2 | 2 | 2 | 2 | 2 |
| Sant Julià       | 3 | 3 | 3 | 3 | 3 | 3 |
| Lusitanos        | 4 | 4 | 4 | 4 | 4 | 4 |

### Resultados
Fuente: mismarcadores.com
- Los horarios corresponden a la CET (Hora Central Europea) UTC+1 en horario estándar y UTC+2 en horario de verano.

#### Primera vuelta
| Sant Julià      | 0 - 1 | Rànger's  | Comunal de Andorra la Vieja | 17 de marzo |
| FC Santa Coloma | 1 - 1 | Lusitanos | Comunal de Andorra la Vieja | 17 de marzo |

| FC Santa Coloma | 1 - 4 | Sant Julià | Comunal de Andorra la Vieja | 24 de marzo |
| Lusitanos       | 0 - 7 | Rànger's   |                             | 24 de marzo |

| Lusitanos | 0 - 1 | Sant Julià      |                             | 31 de marzo |
| Rànger's  | 1 - 0 | FC Santa Coloma | Comunal de Andorra la Vieja | 31 de marzo |

#### Segunda vuelta
| Rànger's  | 1 - 1 | Sant Julià      | Comunal de Andorra la Vieja | 14 de abril |
| Lusitanos | 0 - 2 | FC Santa Coloma |                             | 14 de abril |

| Sant Julià   | 0 - 2 | FC Santa Coloma | Comunal de Andorra la Vieja | 21 de abril |
| Rànger's (C) | 7 - 2 | Lusitanos       | Comunal de Andorra la Vieja | 21 de abril |

| Sant Julià      | 3 - 0 | Lusitanos | Comunal de Andorra la Vieja | 5 de mayo |
| FC Santa Coloma | 0 - 1 | Rànger's  | Comunal de Andorra la Vieja | 5 de mayo |

## Ronda por la permanencia

### Clasificación
|  |    | Equipos                     | PJ | PG | PE | PP | GF | GC | Dif | Pts |
|  | -- | --------------------------- | -- | -- | -- | -- | -- | -- | --- | --- |
|  | 1. | Inter Club d'Escaldes       | 20 | 7  | 3  | 10 | 20 | 32 | -12 | 24  |
|  | 2. | Principat                   | 20 | 5  | 4  | 11 | 21 | 43 | -22 | 19  |
|  | 3. | Encamp (D)                  | 20 | 4  | 5  | 11 | 19 | 34 | -15 | 17  |
|  | 4. | Atlètic Club d'Escaldes (D) | 20 | 4  | 3  | 13 | 18 | 44 | -26 | 15  |

|  | Disputó una promoción por la permanencia contra el subcampeón de la Segona Divisió. |
|  | Descendido a la Segona Divisió.                                                     |

| (D) Descendido |

#### Evolución de la clasificación
| Jornada / Equipo        | 1 | 2 | 3 | 4 | 5 | 6 |
| Jornada / Equipo        |   |   |   |   |   |   |
| ----------------------- | - | - | - | - | - | - |
| Inter Club d'Escaldes   | 2 | 2 | 2 | 1 | 1 | 1 |
| Principat               | 1 | 1 | 1 | 2 | 2 | 2 |
| Encamp                  | 3 | 4 | 4 | 4 | 3 | 3 |
| Atlètic Club d'Escaldes | 4 | 3 | 3 | 3 | 4 | 4 |

### Resultados
Fuente: mismarcadores.com
- Los horarios corresponden a la CET (Hora Central Europea) UTC+1 en horario estándar y UTC+2 en horario de verano.

#### Primera vuelta
| Inter Club d'Escaldes | 1 - 0 | Atlètic Club d'Escaldes |  | 17 de marzo |
| Principat             | 2 - 2 | Encamp                  |  | 17 de marzo |

| Principat | 3 - 1 | Inter Club d'Escaldes   |  | 24 de marzo |
| Encamp    | 0 - 1 | Atlètic Club d'Escaldes |  | 24 de marzo |

| Encamp                  | 0 - 1 | Inter Club d'Escaldes |  | 31 de marzo |
| Atlètic Club d'Escaldes | 2 - 1 | Principat             |  | 31 de marzo |

#### Segunda vuelta
| Atlètic Club d'Escaldes | 0 - 2 | Inter Club d'Escaldes |  | 14 de abril |
| Encamp                  | 2 - 0 | Principat             |  | 14 de abril |

| Inter Club d'Escaldes   | 1 - 0 | Principat |  | 21 de abril |
| Atlètic Club d'Escaldes | 0 - 1 | Encamp    |  | 21 de abril |

| Inter Club d'Escaldes | 0 - 1 | Encamp                  |  | 5 de mayo |
| Principat             | 0 - 2 | Atlètic Club d'Escaldes |  | 5 de mayo |

## Promoción por la permanencia
El tercer equipo ubicado en la clasificación final de la Ronda por la permanencia, Encamp, disputó una serie a doble partido ante Engordany, tercera posición de la Segunda División. El ganador de la eliminatoria participó de la siguiente temporada de la Primera Divisió.
| Engordany | 2 - 1 | Encamp    | Campo de Deportes de Aixovall | 12 de mayo |
| Encamp | 3 - 3 | Engordany | Campo de Deportes de Aixovall | 20 de mayo |
| Engordany ascendió a Primera Divisió tras ganar la serie por un global de 5-4. Encamp descendió a Segona Divisió. |       |           |                               |            |

## Estadísticas

### Máximos goleadores
| Jugador                                   | Equipo          | Goles |
| ----------------------------------------- | --------------- | ----- |
| Juan Carlos Toscano                       | FC Santa Coloma | 14    |
| Norberto Urbani                           | Rànger's        | 14    |
| Última actualización: 19 de julio de 2016 |                 |       |